# Семенюк, Лукаш
Лукаш Семенюк (1880—1921) — повстанческий атаман, один из активных повстанцев Белоруссии времён Гражданской войны.

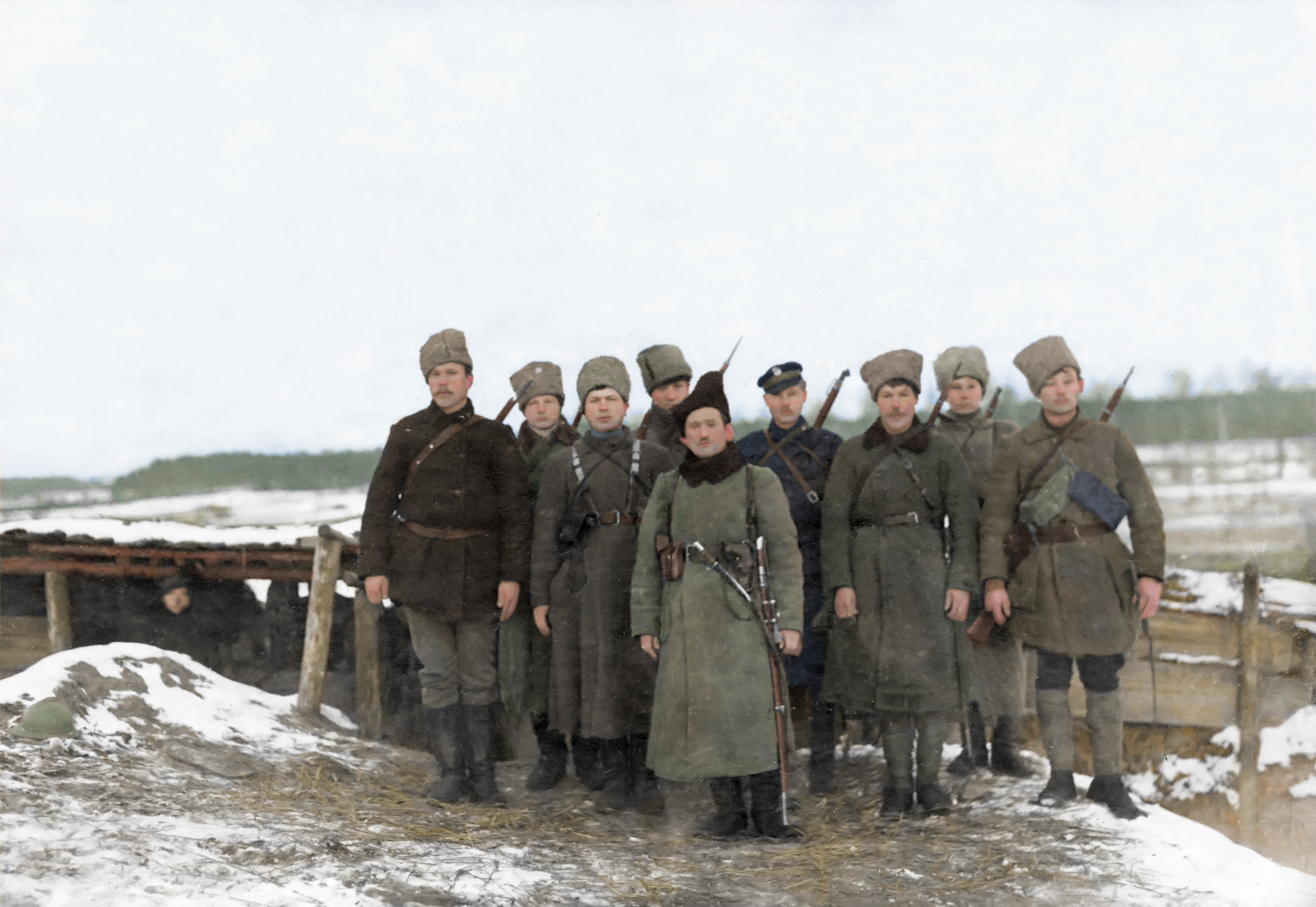
Повстанцы атамана Лукаша Семенюка (в центре). Справа от него – Георгий (Юрка) Монич. За ним – Василий Муха. Великое Стахово, 1919 г.(фото, подвергнутое современной цифровой обработке и раскрашиванию)

## Биография
Лукаш Семенюк родился в крестьянской белорусской семье, происходил из деревни Трояновка Холопеничской волости Борисовского уезда Минской губернии. Плечистый, высокого роста, он ходил немного раскачиваясь, по-медвежьи, что свойственно сильным людям. Образование имел низшее, возможно, окончил церковно-приходскую или земскую школу. При этом он имел отличные организационные способности, умел легко читать военные карты, не раз проявлял богатую природную смекалку. К тому же, как старый кадровый солдат царской армии, прослуживший в ней десять мирных и военных лет, он обладал большим боевым опытом. В 1911 году обвенчался в церкви в Жодино с Софией Станиславовной Бурой.
Он организовал и возглавил крестьянское восстание в августе 1918 года против немецких кайзеровских войск, охватившее Лисичанскую, Холопеничскую и Зачистенскую волости Борисовского уезда Минской губернии. Оно было подавлено совместными действиями немцев и большевиков. В ноябре 1918 г., до прихода большевиков, был избран крестьянами Холопеничской волости военным атаманом.
В начале 1919 г. он был арестован ЧК и посажен в борисовскую тюрьму. 27 мая 1919 года во время пересылки его из Борисова в минский Пищаловский замок он сумел бежать, за что революционным трибуналом в Борисове был приговорён к смертной казни.
Свой отряд Лукаш Семенюк сформировал преимущественно из тех новобранцев Красной армии, которые в 1919 г. были призваны в Борисове, но подняли восстание против Советской власти. Новобранцы хорошо владели оружием, с детства знали все тропинки, все берлоги в непролазных сосновых лесах Борисовщины. Это была их родина — Белоруссия. Большевики называли их «бандитами, шляхетскими недобитками, поповыми недобитками», сами же они именовали себя «зелёными, лесовиками, балаховцами, партизанами», а народ, всё более и более подавленный большевиками, относился к ним с исключительным сочувствием и, всегда и во всем поддерживая их, не называл иначе, как — «наши ребята, семенковцы».
Отряд Семенюка состоял приблизительно из 50 человек и не имел постоянного состава бойцов. Одни погибали во время упорного боя, другие, попадали ранеными в тюрьму, но на их место приходили новые борцы. Однако провокатору трудно было попасть в отряд. За каждого нового ручались своей головой два-три старые семенковца, что хорошо знали его раньше, а потом с пролитой вместе кровью приходили к новичкам доверие и почёт. В отряде была железная дисциплина. Ближайшими друзьями, которые могли его заменить в случае чего-либо дурного, были Устин Скалубович, Мефодий Шабловский, Стась Бурый, Михаил Козловский. Все они входили в состав штаба, после совещания с которым Семенюк начинал очередное мероприятие.
В течение 1919 года Семенюк являлся фактическим хозяином Холопеничской и Краснолуцкой волостей Борисовского уезда. Имея пятьдесят партизан, он полностью очистил от большевистских и партийных учреждений всю эту территорию.
Та же судьба настигает и карательные отряды Борисовского ЧК. Семенюк всегда знал от своей городской агентуры, когда направляется против него такой отряд и встречал его на заранее выбранном и удобном для себя месте гранатами и пулями. Обычно после таких экспедиций на партизанский фронт борисовский духовой оркестр, идя впереди долгих похоронных процессий и коверкая при этом на свой лад траурный марш Шопена, имел изрядно работы.
В июне 1919 года в деревне Зачистье Семенюк убил главу исполкома Потеса, который согнал крестьян на общеволостное собрание о выполнении продразвёрстки, наказал комбедовцев шомполами, после чего выступил на крестьянском собрании с пламенной речью:
«Дядьки! Хлеборобы! Расходитесь быстрей по домам. Нам, мужикам, теперь каждая минута, что та зимняя неделя. Кто ещё не закончил, пусть поспешает сеять гречку и просо. Боронуйте и окучивайте бульбу! Косьбу начинайте! Вы тут, на собрании, а там без вас пчёлы начали на рои делиться. И да поможет вам Бог! Живите и работайте в своей зелёной мужицкой державе! Податков никуда не давайте! Покуда живу я, Лукаш Семенюк, в обиду вас не дам. Заглянуло солнце и в наше мужицкое оконце! Так па хатах, дядьки!»
Не долго после этого выступления прожил Семенюк. От запада сунулись поляки и остановились в августе 1919 года на реки Березине, не дойдя двадцать километров до семенковского мужицкого государства. 16-я армия РККА стала фронтом на другом берегу реки, а её роты и подразделения рассыпались по всем деревням Борисовщины, которая стала ближайшим тылом. Отряд Семенюка, чтобы избежать неравной борьбы, всё глубже и глубже уходил в леса. Отряд в то время оказался между двумя жерновами. Попытка проломить советский фронт и перейти через Березину на сторону поляков стала бы для него самоубийством, но неожиданное обстоятельство спасло семенюковцев.

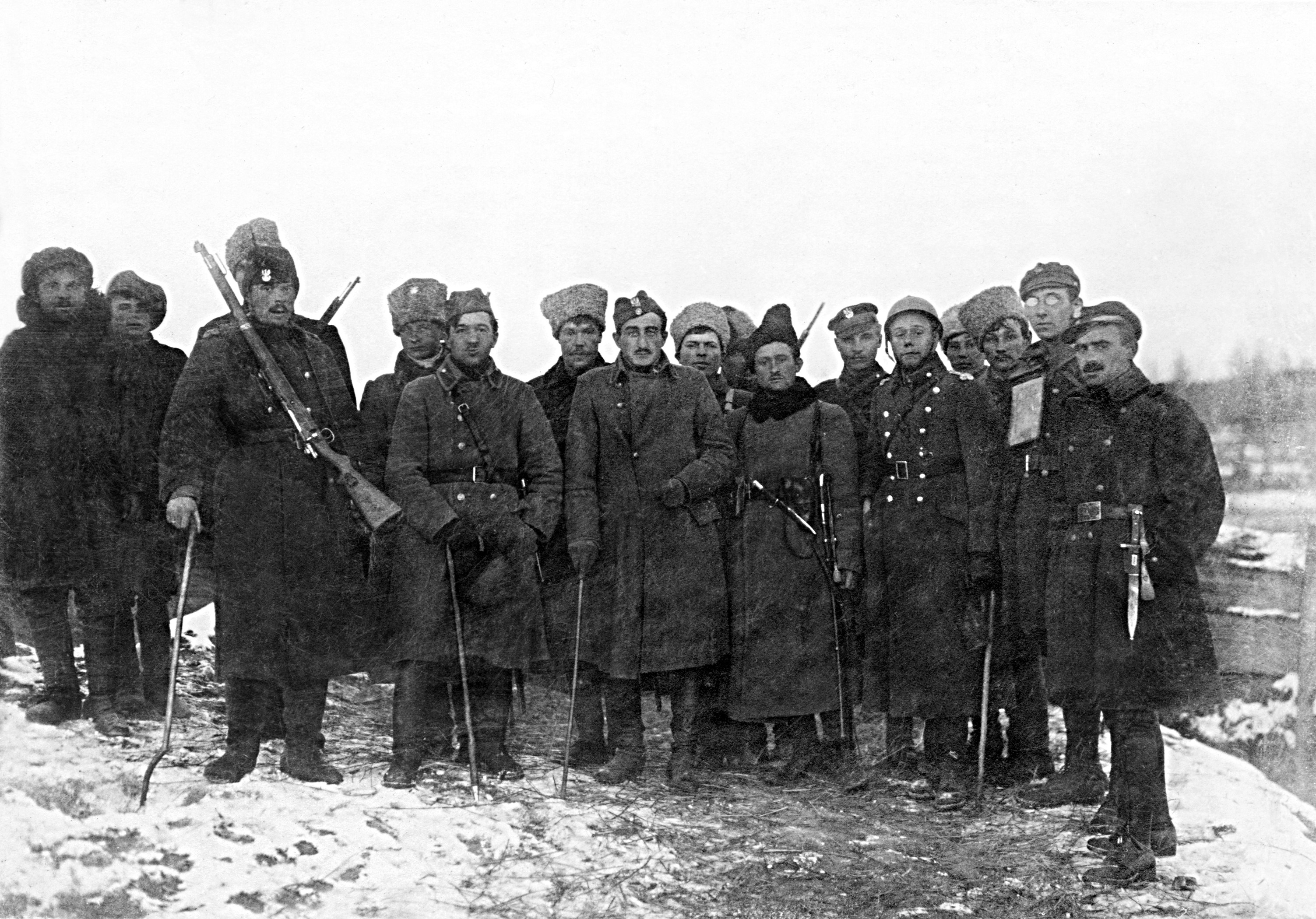
Семенюковцы с польскими военными. Великое Стахово, 1919 г.

В конце августа одна дивизия польской армии прорвала около Борисова советский фронт и, переправившись на другую сторону Березины, заняла городское предместье Старый Борисов. Большевистской армии посчастливилось залатать дыру на фронте, отбросив поляков снова на другой берег Березины. Однако перед этим отряд Семенюка около деревни Игрищ успел присоединиться к польским уланам и вместе с ними начал переправу. Первыми переправлялись на другую сторону Березины уланы, их арьергардом был отдел Семенюка, арьергардом своего отдела — командир Лукаш Семенюк. Он всегда первым наступал и последним отступал. Уже все семянковцы под шквальным вражеским огнем переплыли Березину, уже переплывал её и Семенюк, когда он был тяжело ранен.
Сам Семенюк вбросил дезинформацию о своей гибели, уже осенью 1919 он был замечен в Варшаве. Осенью 1920 года Лукаш принимал участие в Слуцком восстании и 23 ноября он начал формировать 2-й Слуцкий полк.
По данным белорусского библиографа Ромуальда Земкевича, он погиб в 1921 г. в одном из боёв с красноармейцами.